# Любич-Парахоняк Олександра Іванівна
Олекса́ндра Іва́нівна Лю́бич-Парахоня́к (14 березня 1892, Станиславів — 23 лютого 1977, Винники, Львівська область) — українська оперна співачка (лірико-драматичне сопрано), акторка.

## Життєвий і творчий шлях
Народилася 1892 року в Станиславові. Її батько, Іван Парахоняк, був залізничним службовцем і мав дуже гарний тенор. Першу свою роль юна Олеся зіграла в опері Лисенка «Зима і Весна, або Снігова краля». З 1905 року переїхала до Львова. Нею зацікавилися місцеві музичні кола, а мистецтвознавці почали називати її «атракцією» солідних концертів. На одному з них 1911 року, де пліч-о-пліч з Олександрою Любич-Парахоняк виступала вже досвідчена на той час Соломія Крушельницька, на неабиякий талант Олесі звернули увагу музичні критики.

Олександра Любич-Парахоняк в образі.

Навчалась у 1912—1914 рр. у Львівській та Варшавській (в О. Мишуги) консерваторіях. У Львівській опері дебютувала 1917 року в опереті Целлера «Штигар». Виступала в театрах Кракова, Катовиць, Познані, Торуня, Бидгоща. Глядачі запам’ятали її в образах Чіо-Чіо-Сан («Мадам Баттерфляй»), Маргарити («Фауст»), Мімі («Богема»). Їй призначали здебільшого драматичні партії. Виконувала партії Оксани («Запорожець за Дунаєм» Гулака-Артемовського), Наталки («Наталка Полтавка» Лисенка), Татьяни, Йоланти («Євгеній Онєгін», «Іоланта» Чайковського), Гальки та Аїди (однойменні опери Монюшка й Верді). Співала в хорах товариства «Боян» і «Бандурист». Понад 20 років співачка концертувала оперними сценами світу. Вистави з її участю були шалено популярними.
У 1930-х роках театр у Познані закрили, і співачка залишилася без роботи. 1932 року О. Любич-Парахоняк поселилася у Винниках, іноді брала участь в окремих концертах, а в 1937 р. назавжди залишила сцену. 
У Винниках співачка влаштувалась працювати на тютюновій фабриці. Поступово співачку забули. Лише в 1950-х роках її постаттю починає займатися дослідник Іван Деркач.Якщо в 1920—1930-х рр. вона ще фігурує у пресі, то пізніше її ім’я повністю зникає з газетних шпальт, а відтак і зі світського життя.
Померла 23 лютого 1977 року у Винниках.

## Пам'ять про співачку
- На честь Олександри Любич-Парахоняк названа одна з вулиць Винників.

- У Винниківському історико-краєзнавчому музеї створено експозицію з нагоди 115-ї річниці з дня народження та 30-ї річниці з дня смерті співачки. Експонуються речі з особистого архіву: ноти, офіційні документи, листи, афіші, вирізки з газет. На жаль, записи голосу Любич-Парахоняк не збереглися.

## Сучасники співачки про її творчість
|  | Прегарний голос, непохитна музикальність, симпатична зовнішність. М’яке, легке, проте велике сопрано, зразкова техніка, сполучена з виразною дикцією. Голос наскрізь ліричний і нагадує спів соловейка. |